# Jörg Lehnigk
Jörg Lehnigk (ur. 1 stycznia 1980 w Greifswaldzie) – niemiecki wioślarz, brązowy medalista w wioślarskiej ósemce podczas letnich igrzysk olimpijskich w Pekinie.

## Osiągnięcia
- Mistrzostwa Świata – Lucerna 2001 – czwórka podwójna wagi lekkiej – 6. miejsce[1].
- Mistrzostwa Świata – Sewilla 2002 – czwórka podwójna wagi lekkiej – 5. miejsce[1].
- Mistrzostwa Świata – Kolonia 2003 – czwórka podwójna wagi lekkiej – 3. miejsce[1].
- Mistrzostwa Świata – Gifu 2005 – dwójka podwójna wagi lekkiej – 6. miejsce[1].
- Mistrzostwa Świata – Eton 2006 – dwójka podwójna wagi lekkiej – 6. miejsce[1].
- Mistrzostwa Świata – Monachium 2007 – dwójka podwójna wagi lekkiej – 8. miejsce[1].
- Mistrzostwa Świata – Linz 2008 – jedynka wagi lekkiej – 7. miejsce[1].